# OwnCloud
ownCloud（オウンクラウド）は、オンラインストレージを作成できるクライアント・サーバ型ソフトウェアである。機能的にはDropboxによく似ているが、FOSSのため誰でも個人サーバーに設置できる点で異なり、Googleドライブのようなオンライン文書編集やカレンダー・連絡先の同期にも対応している。そのオープン性から容量や接続クライアント数の強制（上限）はなく、ただサーバーの物理容量のみに制約される。

## 概要

### 設計
デスクトップ端末はWindows、macOS、FreeBSD、Linuxで、携帯端末はiOSやAndroidで利用できる。ブラウザでファイルやその他のデータ（カレンダー (CalDAV)、連絡先 (CardDAV)、ブックマーク、ストリーミングメディア (Ampache) など）の送受信や管理ができる。
サーバ管理者が暗号化を設定できる。
PHPとJavaScriptのスクリプト言語で組まれ、リモートアクセスのためにオープンソースのWebDAVサーバーであるsabre/davを採用している。SQLite、MariaDB、MySQL、Oracle Database、PostgreSQLなど各種データベース管理システムに対応している。

### 特徴
ファイルは標準的なディレクトリ構造で保存され、WebDAVでアクセスされる。ユーザーおよびグループの管理（OpenIDまたは LDAP）にも対応している。コンテンツ別に権限を指定するか、公開URLの作成も可能である。ログ作成機能は法人および教育用プランで利用できる。
ブラウザ経由でOpenDocument形式のワードプロセッサ、短縮URL、RSSフィードリーダー、ドキュメントビューアが利用できる。追加拡張としてDropbox、 Googleドライブ、Amazon S3に接続する1クリックアプリが利用できる。

## 頒布
自社サイト以外にGoogle Play、Apple iTunes、Linuxのディストリビューションのレポジトリからダウンロードできる。2014年にはUbuntuとのパッケージ保守怠慢によるとされる紛争から、一時的にUbuntuリポジトリから外された。
ownCloudはGNOMEデスクトップに統合されており、ほかにもRaspberry Piから利用できる。